# Axel Myers
Axel Andreas Myers McCook (San José, 4 de marzo de 1994) es un futbolista costarricense que juega como volante y actualmente milita en el Universidad de Costa Rica de la Primera División de Costa Rica.
Anotó el primer gol de su carrera el domingo 10 de marzo del 2013 en el partido en que el Uruguay de Coronado empató a uno ante el Pérez Zeledón en el Estadio Municipal.
Axel es hijo del exfutbolista Roy Myers.